# Paratetrapedia flava
Paratetrapedia flava är en biart som först beskrevs av Smith 1879.  Paratetrapedia flava ingår i släktet Paratetrapedia och familjen långtungebin. Inga underarter finns listade i Catalogue of Life.